# 林錫忠
林錫忠（1953年5月25日—），民主進步黨籍宜蘭縣政治人物，曾擔任礁溪鄉鄉長。

## 選舉
2012年9月8日，在宜蘭縣礁溪鄉長補選投票后，民主進步黨候選人林錫忠陣營於傍晚自行宣布林錫忠當選。